# Сайко, Ефим Антонович
Ефим Антонович Сайко (1879 — ?) — крестьянин, член Государственной думы II созыва от Полтавской губернии.

## Биография
По национальности украинец («малоросс»), по вероисповеданию православный. Из крестьян местечка Борисполь Переяславского уезда Полтавской губернии. Выпускник народного училища и Высших коммерческих курсов в Москве. Являлся волостным писарем. Владел землёй площадью 0,5 десятины.
10 февраля 1907 года избран членом Государственной думы II созыва от съезда уполномоченных от волостей Полтавской губернии. Вошёл в состав Трудовой группы и фракции Крестьянского союза. Был членом Украинской громады. Вошёл в состав  распорядительной и финансовой думских комиссий, а также комиссии о привлечении к следствию 55 членов Государственной Думы. Участвовал в обсуждении вопросов об избрании Продовольственной комиссии, об ассигновании 17,5 миллионов рублей на продовольственную помощь населению, о народном образовании, в прениях по аграрному вопросу.
В конце 1917 начале 1918 (с 27 декабря  по 16 января) был избран от блока Селянской спилки и УПСР по Екатеринославского избирательного округа  в Украинское учредительное собрание. 
Дальнейшая судьба и дата смерти неизвестны.

### Рекомендуемые источники
- Российский государственный исторический архив. Фонд 1278. Опись 1 (2-й созыв). Дело 377.